# Wintergarten (Varieté)

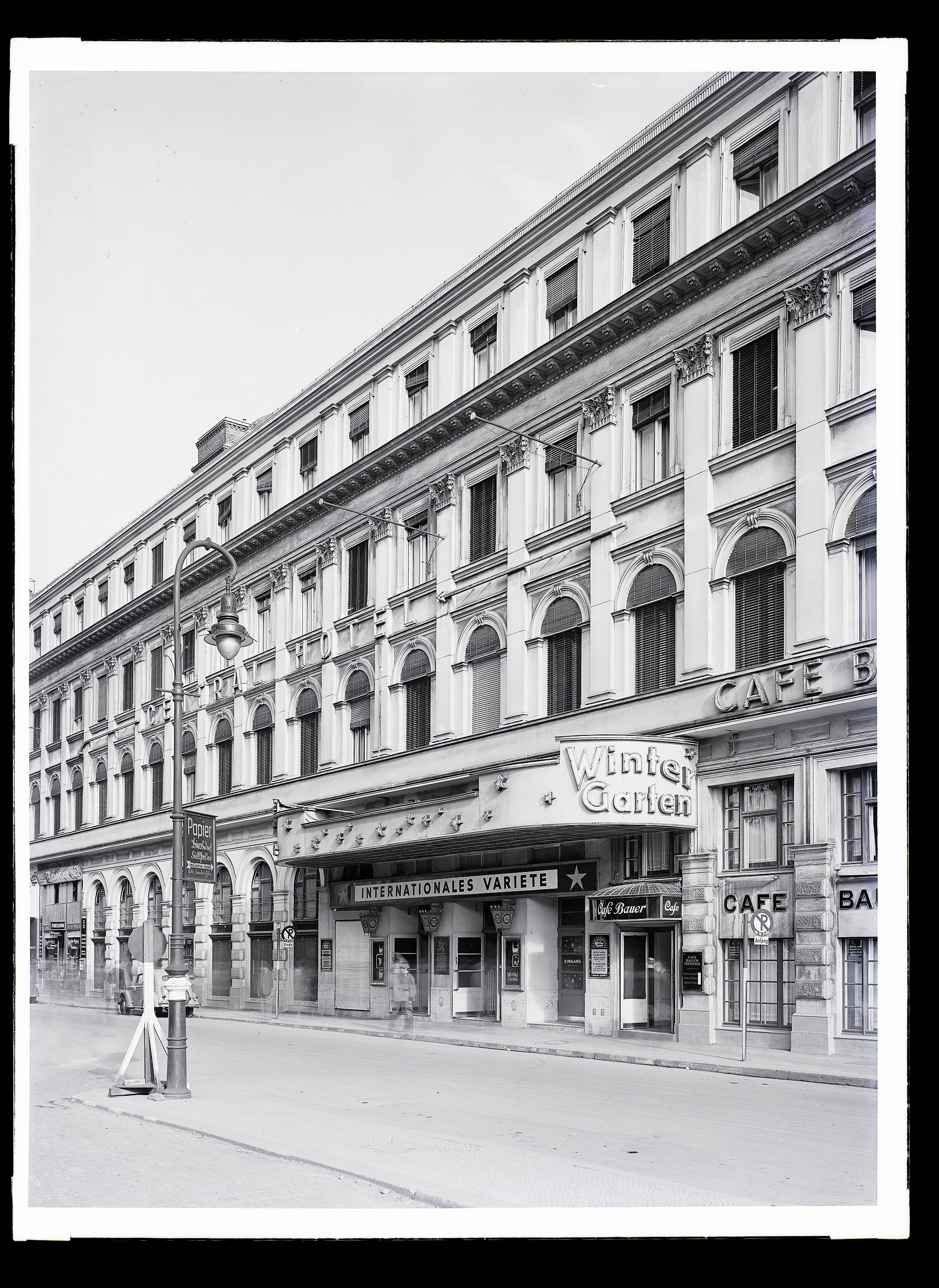
Wintergarten Varieté und Central Hotel, 1940

Der Wintergarten war ein Varietétheater südlich des Bahnhofs Friedrichstraße in Berlin-Mitte, das nach Vorbild der Wiener Theater um 1887 entstand.
Die Spielstätte, der Wintergarten des Central-Hotels, fungierte gleichzeitig als Namensgeber. Trotz anfänglich bescheidener Varietéveranstaltungen entwickelte sich das Theater zu einer Bühne mit Weltruf. Im Jahr 1895 wurde es weltweit das erste kommerzielle Filmtheater mit den Bioskop-Vorführungen der Brüder Skladanowsky. Die Entwicklung als Varietétheater und als Bühne für zahlreiche andere Veranstaltungen endete jedoch nach einem Bombenangriff im Jahr 1944.
Unter dem traditionsreichen Namen eröffnete 1946 an der Berliner Hasenheide ein Kino-Varieté und 1992 erneut ein Varietétheater – an Stelle des Quartier Latin – an der Potsdamer Straße in Berlin-Tiergarten.

## Der Wintergarten und seine Bedeutung für die Entdeckung des Varietés

### Das Central-Hotel und sein Wintergarten
Um 1880 erhielt Berlin aufgrund seiner geographischen Lage die Stellung eines Zentrums zwischen Ost und West, was zu einem starken Verkehrsaufkommen und anschwellenden Besucherströmen führte. Durch den Ausbau des lokalen Schienennetzes und dessen Anbindung an den internationalen Eisenbahn-Verbund, welcher nun mitten durch den Stadtkern führen sollte, entstand neben dem Potsdamer Bahnhof am Potsdamer Platz ein neuer zentraler Bahnhof am Spreeübergang der Friedrichstraße, der heutige Bahnhof Friedrichstraße.
Hermann Gebers, Eigentümer des Gartenlokals „Stadtpark“ an der Friedrichstraße, kaufte rund um den neuen Central-Bahnhof Grundstücke auf, riss die alten Gebäude ab und begann 1877 mit der Errichtung des Central-Hotels. Geplant war ein Haus, das sich in Umfang, Glanz und Komfort mit den großen Hotels in Paris, London und New York messen konnte.
Das neue Hotel sah zwei Teile vor, einen Hotelbereich und einen Palmengarten, wie sie im wilhelminischen Kaiserreich en vogue waren. Der Wintergarten sollte nicht nur den Gästen als Erholungsstätte, sondern auch als Veranstaltungsort von Konzerten und Theatervorstellungen dienen.
Der damalige Wintergarten war ein langgestreckter Raum mit 75 Meter Länge und 23 Meter Breite und wurde durch eine große Zahl von Gasleuchten erhellt. Er hatte eine Gesamtfläche von etwa 1.700 Quadratmeter. Der Raum besaß eine gewölbte Kuppel aus Glas, und an dem höchsten Punkt maß die Decke 18 Meter.

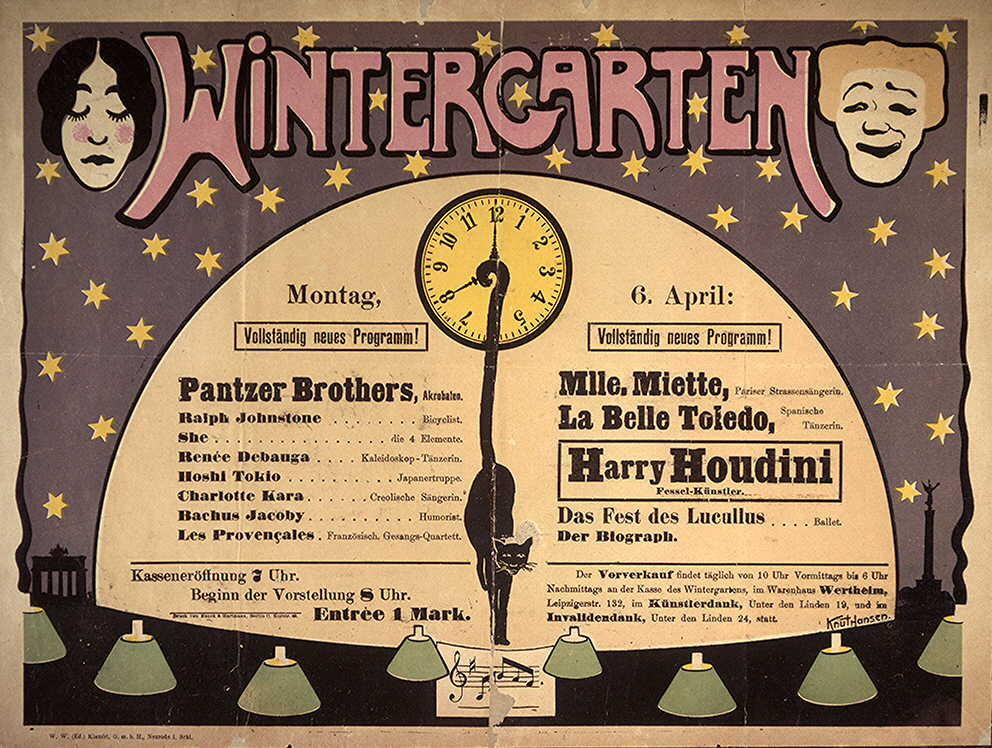
Plakat: Wintergarten
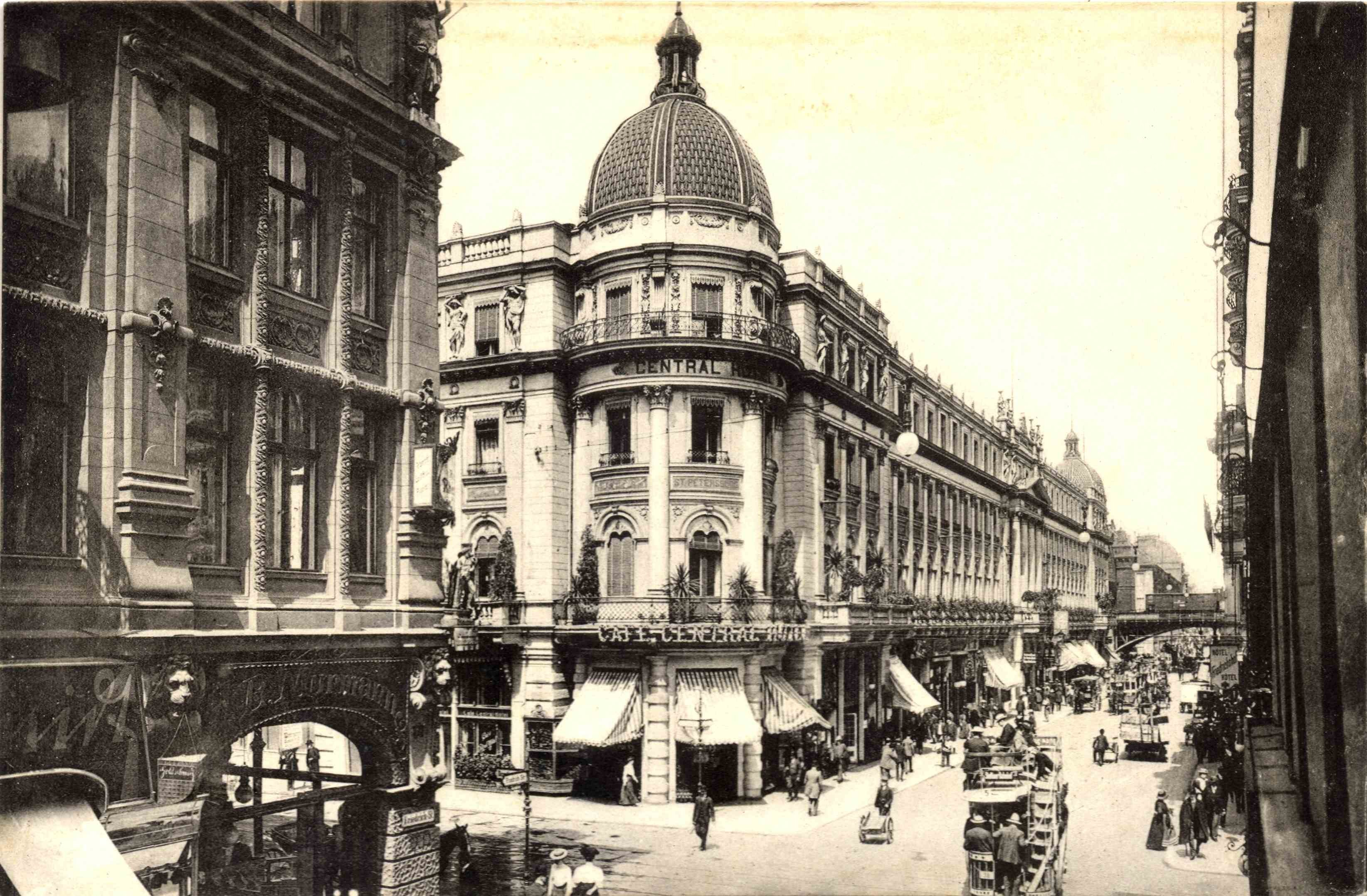
Das Centralhotel an der Friedrichstraße um 1900
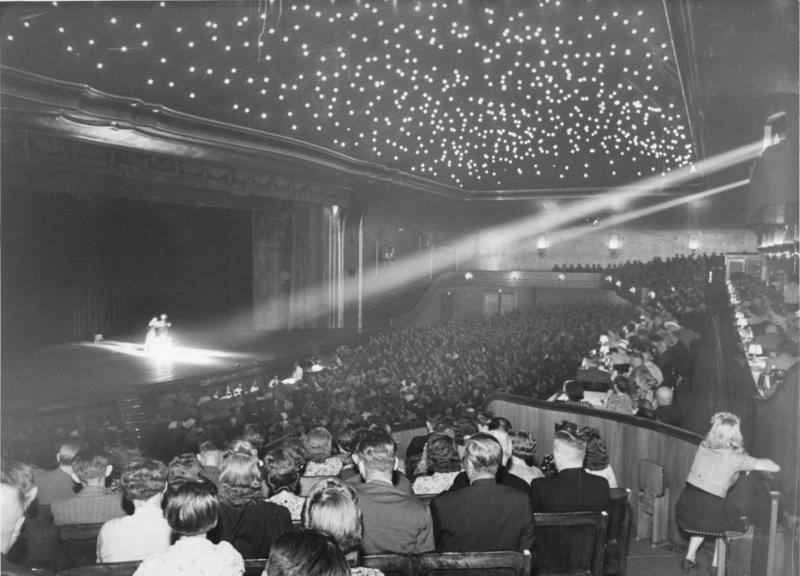
Vorstellung im Wintergarten, 1940
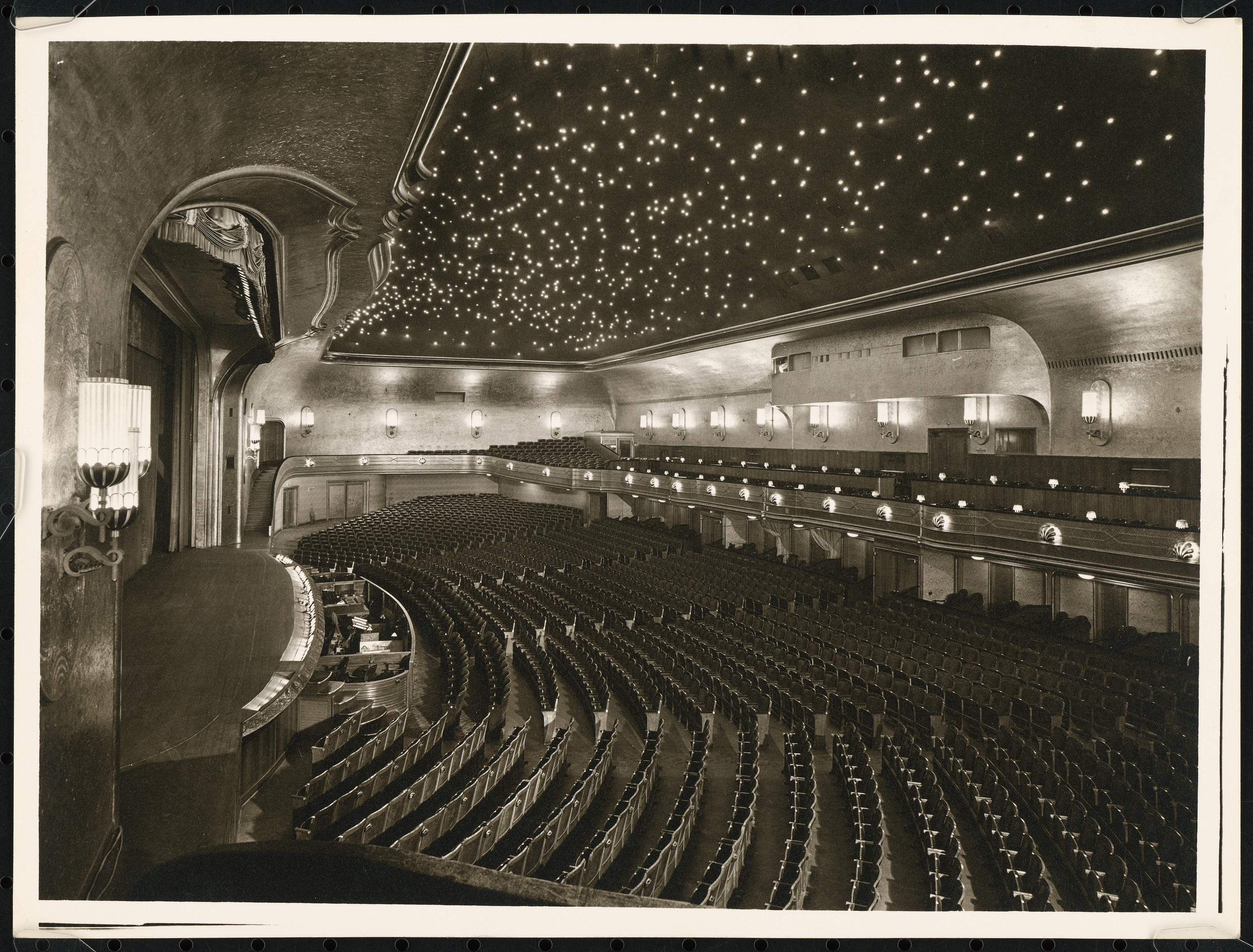
Ansicht Zuschauerraum und Bühne, 1940

### Der Wintergarten als Veranstaltungsort
Im Herbst 1881 hatte sich der Wintergarten aufgrund seines luxuriösen Interieurs auch bei dem wohlhabenden und reichen Berliner Publikum, das bis dahin meist in die Philharmonie gegangen war, als musikalisch-unterhaltender Veranstaltungsort durchgesetzt. Der Erfolg des Varietés hatte in diesen musikalischen Programmen seine Wurzeln.
Bis 1886 bestanden die Veranstaltungen vorwiegend aus instrumentalen Konzerten. Es überwogen die bekannten und beliebten Unterhaltungsmelodien. Erst ab der Saison 1886 wurden die Programme erweitert und auch Tänzerinnen und Sängerinnen engagiert. Die Suche nach neuen dramaturgischen Prinzipien begann, gegen die logisch-ordnenden Textvorlagen, für offene Geschichten, wie sie der Circus oder die Revue boten, ohne Anfang, ohne Ende, willkürlich, doch nicht zufällig. Gegen die Vorherrschaft des Wortes wurden Bilder gesetzt, Montagen entwickelt, neue Aufführungsorte erprobt; der Alltag und das theatralische Spiel durchdrangen sich.
Die Kapelle füllte nun die Pausen zwischen den Auftritten der Tänzer und Sänger und nicht umgekehrt. Durch die Verbindung von Kapelle, Sängerinnen und Tänzerinnen entstand das erste Varietéprogramm im Wintergarten. Es fanden sich immer neue Künstler, und Geschäftsleute traten an, die mit Formen theatralisch-artistischer Darbietung experimentierten. Der Reiz des Unwahrscheinlichen, die Lust am Staunen, die Sehnsucht nach tosendem Gelächter nahm großen Einfluss auf die Ausrichtung des Programms. Im Herbst des Jahres 1886 übernahmen der Berliner Schauspieler Franz Dorn (hieß eigentlich Grüger) und der Ungar Julius Baron den Wintergarten und nach Umbauarbeiten im Sommer 1887 kündigten sie das Premierenprogramm „Großes Konzert und Vorstellung“ an.

### Der Wintergarten als Varieté

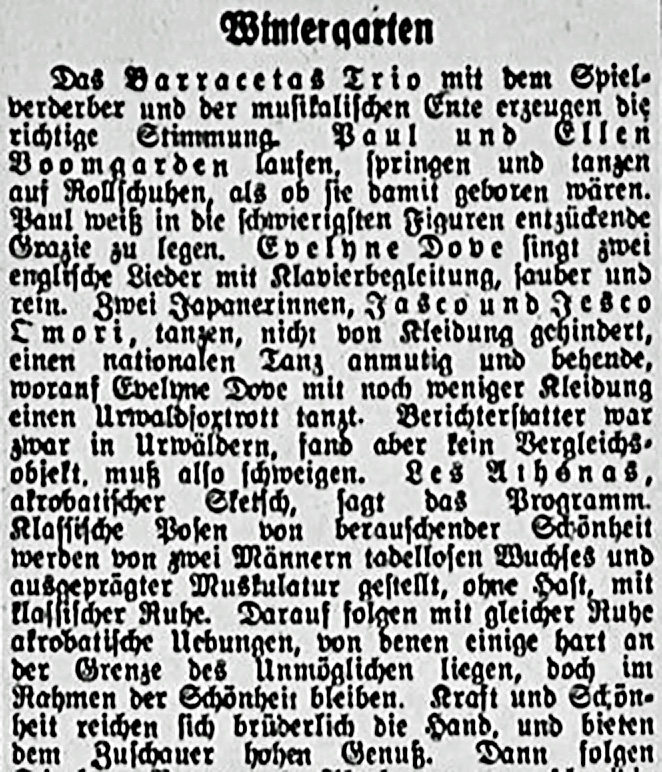
Bericht über den Auftritt von Evelyn Dove im Wintergarten, DAZ 1928

Im Herbst 1887 wurde der Wintergartens als Varieté eröffnet. Der Wintergarten avancierte zum berühmtesten Nummerntheater Berlins und des Kaiserreichs.
Durch den – für ein Varieté typischen – häufigen Programmwechsel sah man sich gezwungen, mit immer neuen noch größeren Sensationen aufzuwarten.
Am 1. November 1895 fand somit die erste öffentliche und kommerzielle Filmvorführung im Wintergarten statt, wo die Brüder Max und Emil Skladanowsky ihren Bioscop im Rahmen des Varietéprogramms zeigten.
Im Jahre 1900 wurde der Wintergarten abermals umgebaut, wodurch er sein spezifisches Gesicht erhielt, welches bis zur Zerstörung im Kriegsjahr 1944 beibehalten wurde. Die Pläne für den Umbau lieferte der durch den Bau des Theater des Westens bekannt gewordene Bauherr Bernhard Sehring. Unter anderem wurde die Glaskuppel von außen mit flexiblen Platten abgedeckt und der Raum erhielt einen für ein Theater typischen Innenraum. Nach einer Idee von
Bernhard Sehring wurden Glühbirnen an die Decke angebracht, um einen Sternenhimmel zu imitieren. Der Berliner Lokal-Anzeiger berichtete damals: „Im Wintergarten wurde gestern […] der neue Sternenhimmel eröffnet. Im Glanze unzähliger funkelnder Sterne, ‚goldener Lügen im himmelblauen Nichts‘, erstrahlte der neue alte Saal, zu dessen Wiedertaufe sich alles eingefunden hatte, was in Berlin zu jenen gehört, die überall zu finden sind, wo was los ist.“

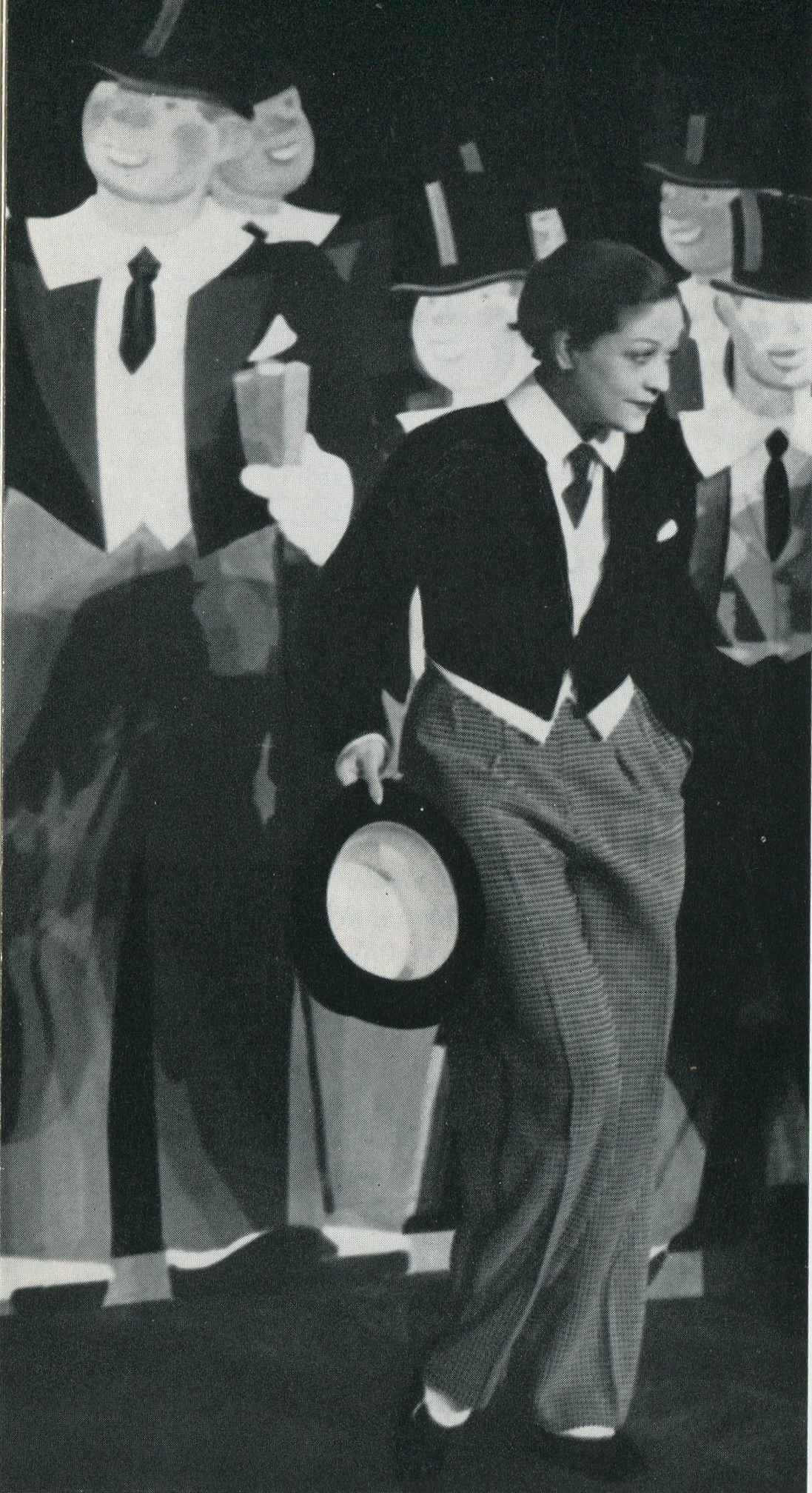
Grethe Weiser 1932 im Wintergarten

1928 übernahm Ludwig Schuch als Direktor das Haus. Unter seiner Regie wurde es abermals umgebaut und war mit fast 3.000 Sitzplätzen neben dem Großen Schauspielhaus eines der größten und modernsten Theater Europas. Während der „wilden“ Zwanziger zeigte man exzentrische Mode im Parkett und originelle Talente wie die „schnodderige“ Diseuse Claire Waldoff und den Coupletsänger Otto Reutter. Das Orchester war vor der breiten Bühne in einem Graben versenkt. Der Platz auf der Terrasse, wo man während der Vorstellung auch speisen konnte, kostete sechs Mark, im Entree konnte man für eine Mark stehen. Berlin zeigte sich als internationale Hauptstadt des Vergnügens und der Wintergarten war der angesagte Treffpunkt.
Nach 56 Jahren Spielbetrieb und einer letzten Vorstellung am 21. Juni 1944 wurde der Wintergarten durch einen Bombenangriff zerstört. Die Ruine des Wintergartens wurde 1950 gesprengt.

### Versuchter Neuanfang nach 1945
Bereits im Dezember 1945 berichteten Berliner Zeitungen über die Eröffnung eines neuen Wintergartens in der Neuen Welt an der Hasenheide. Der Initiator war Ludwig Goebel von der Wintergarten G.m.b.H. Im September 1946 wurde der Spielbetrieb aufgenommen, allerdings wurden in dem fast 1.600 Zuschauer fassenden Saal vorwiegend Filme mit einer vorgeschalteten Bühnenschau gezeigt. 1955 schloss das Kino-Varieté.

## Der „dritte“ Wintergarten

### September 1992 – Januar 2009

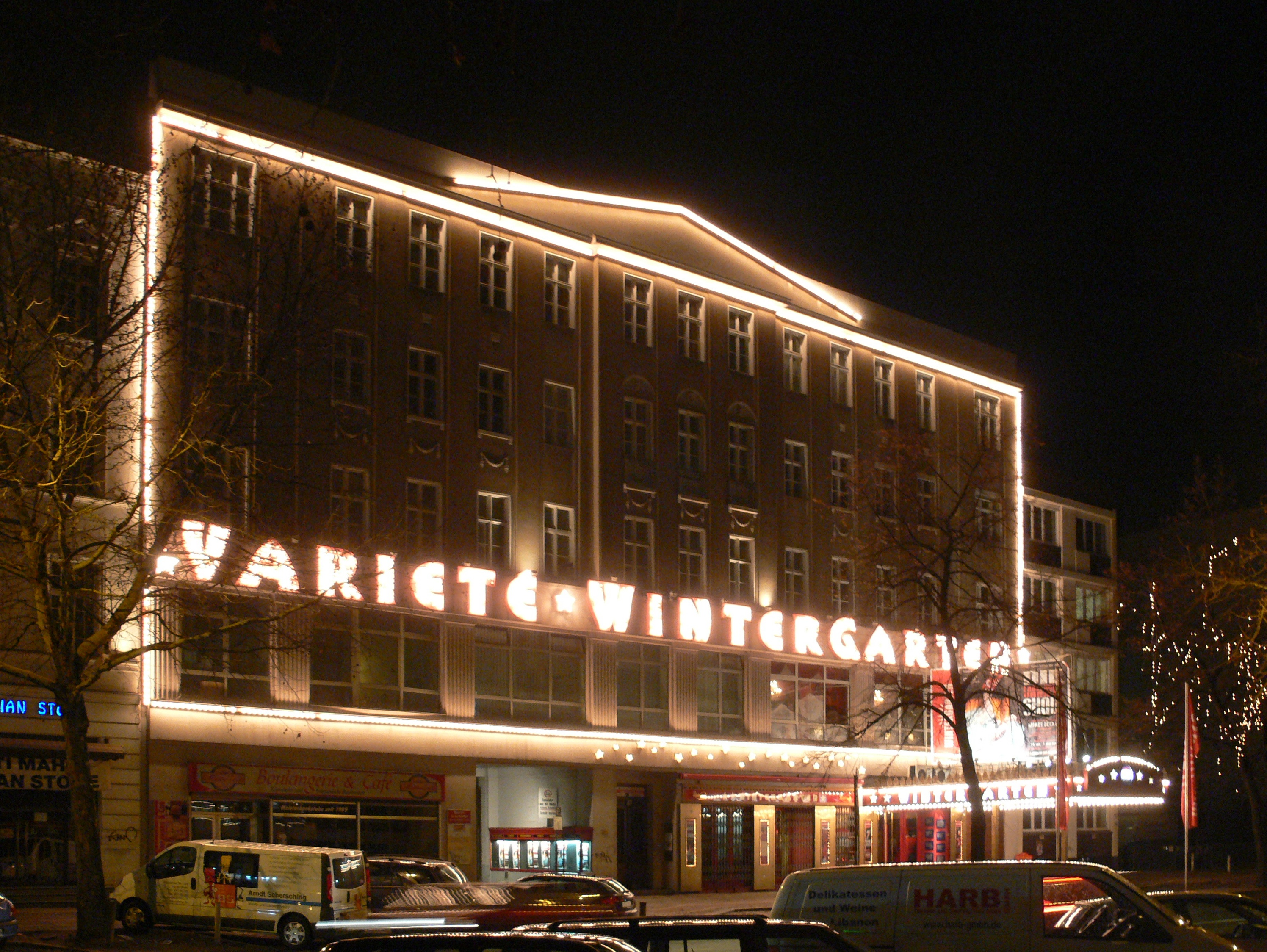
Varieté Wintergarten an der Potsdamer Straße, 2010.

Peter Schwenkow, der Künstler André Heller und Circus-Roncalli-Chef Bernhard Paul mieteten die Räumlichkeiten des früheren Quartier Latin an der Potsdamer Straße und ließen diese aufwendig umgestalten. Am 25. September 1992 wurde dann, in Anwesenheit von Siegfried & Roy, die Spielstätte mit Namen Wintergarten mit einer festlichen Gala-Premiere eröffnet.
Im April des darauffolgenden Jahres fand die erste große Gala anlässlich der Verleihung des Schallplattenpreises Echo statt. Internationale Stars wie Phil Collins traten auf. Im gleichen Jahr erhielt das Wintergarten Varieté den Kulturpreis der Berliner Boulevardzeitung B.Z.
1994 entstand die Folge „Geschlossene Akten“ der TV-Krimiserie „Tatort“ vom SFB teilweise im Wintergarten, auch RTL drehte hier („Die Traumhochzeit“ mit Linda de Mol).
1998 wurden Foyer und Restaurant umgebaut. Die Millennium-Show „As Time Goes By“ (Regie: Bernhard Paul) wurde 2000 mit gleich zwei glanzvollen Galavorstellungen gefeiert. Das Programm begleiteten jeweils Robin Merrill & The Savoy Dance Orchestra und Max Raabe mit dem Palast Orchester. Im zehnten Jahr des Bestehens wurden insgesamt vier Programme aufgelegt, die ein Wiedersehen mit den herausragenden Künstlern der letzten Dekade boten. Die drei visionären Neugründer versuchten damit anzuknüpfen an die große Wintergarten-Tradition im Vorkriegs-Berlin. In den ersten Jahren kamen mehr als eine Million Besucher und es gab Nachahmer in anderen Städten.
Doch bereits 1995 verließ André Heller das Haus wieder, und auch Bernhard Paul zog sich 2007 zurück.
2007 verkaufte Peter Schwenkow den Wintergarten an eine Investorengruppe um den langjährigen Geschäftsführer Georg Strecker und dessen Partner Frank Reinhardt. 2008 verließ Strecker das Haus, und Frank Reinhardt führte alleine die Geschäfte weiter. Im Sommer 2008 musste der Wintergarten Insolvenz anmelden; es wurde aber zunächst noch weitergespielt.
Am 31. Januar 2009 fiel dann der letzte Vorhang der letzten Show „Orientalis“.

### Ab 2009
Mitte 2009 fand sich ein neuer Betreiber für den Wintergarten mit seinen knapp 500 Plätzen: die Arnold Kuthe Entertainment GmbH. Deren Gesellschafter waren bereits seit Neugründung des Wintergartens Vermieter der Räumlichkeiten und hatten sich im Frühjahr 2009 entschlossen, in einem ersten Schritt das Inventar und die Namensrechte zu erwerben, um das Theater als solches spielfertig und die Marke Wintergarten am Markt zu erhalten. Später wurde das Haus zunächst für ein 3-monatiges Gastspiel der New-Burlesque-Show „Black Flamingo“ an die Deutsche Entertainment AG vermietet. Es schlossen sich die Vorbereitungen für eine eigene ganzjährige Bespielung an. Ein Vertreter der Gesellschaft: „Mehr als eine echte Chance kann und soll dieses Engagement nicht sein. Einen Dauersubventionierungsbetrieb als schönes Aushängeschild wollen wir uns nicht leisten.“ Nachdem man ihn auf die Füße gestellt habe, werde der Wintergarten selbständig im harten Wettbewerb bestehen müssen. „Nur wenn er dieses auch tut, ist er gut genug.“
„Die Fabelhafte Varieté Show“ mit Varietésängerin und Conférencière Meret Becker hatte am 5. Februar 2010 Premiere. Fast genau ein Jahr nach der Schließung wird das Theater seither wieder ganzjährig mit drei eigenproduzierten Varieté-Shows bespielt. Im selben Jahr bespielte Mark Scheibe mit der Artisten- und Orchestershow „Mark Scheibes Wilde Bühne“ drei Monate täglich das Haus. Die Veranstaltung polarisierte das Publikum.
Sowohl die Venus Awards 2010 als auch die Awards 2022, die im Rahmen der Messe Venus Berlin vergeben werden, wurden im Wintergarten verliehen.